# Gerardo Hurtado Sánchez
Gerardo Hurtado Sánchez fue un militar, político y médico mexicano. Nació en la ciudad de Colima el 24 de noviembre de 1876. Estudió medicina y en el año de 1903 causó alta en el Ejército Mexicano, con el grado de Mayor médico militar. Gerardo Hurtado Vizcaíno fue gobernador de Colima en 1923, sin embargo fue depuesto 39 días después. El 8 de diciembre de 1923 el general Isaías Castro, jefe de las operaciones militares en Colima, apoyó a la rebelión de Adolfo de la Huerta, desconoció los poderes del Estado y sustituyó al gobernador Gerardo Hurtado. Como gobernador provisional se nombró al teniente coronel Daniel Castillo. Luego de restablecido el orden, volvió a su cargo, pero fue de nuevo depuesto en 1925, ahora por el Congreso, a pesar de contar con el apoyo de algunos diputados y del general en jefe de las operaciones. 